# بيتزا على طريقة كولومبوس

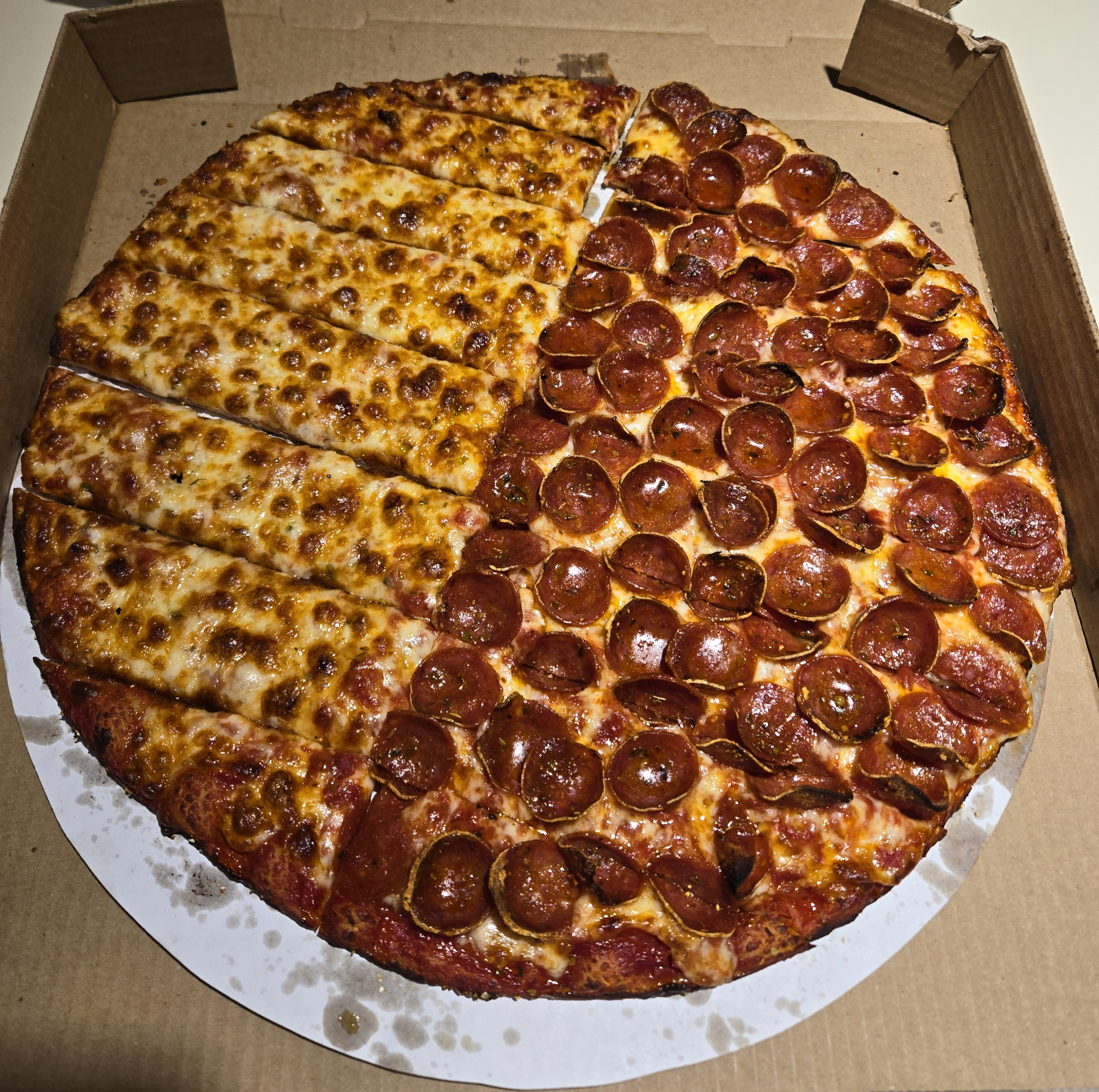
بيتزا على طراز كولومبوس من بيتزا ماسي، مع جبن بروفيولون وكمية وفيرة من البيبروني المشوي على نصفها. يتم تقطيع البيتزا إلى مستطيلات طويلة، وهو أمر تقليدي في بعض محلات البيتزا في كولومبوس، على الرغم من أن المستطيلات أو المربعات الأقصر والأصغر حجمًا هي الأكثر شيوعًا.

بيتزا على طراز كولومبوس هي بيتزا إقليمية أمريكية مرتبطة بمدينة كولومبوس في ولاية أوهايو. لها شكل دائري، وقطع مقطعة إلى مستطيلات قصيرة أو طويلة، وقشرة رقيقة، وإضافات كثيفة تغطي السطح، وعادة ما تحتوي على جبن البروفيولون وصلصة حلوة قليلاً. طورت في أوائل الخمسينيات من القرن العشرين.

## التاريخ
بيعت البيتزا لأول مرة في كولومبوس في مطعم TAT Ristorante de Famiglia في عام 1934، بقشرة سميكة على الطراز النابولي، ولكن أول مطعم بيتزا في كولومبوس كان روميو، الذي افتتحه جيمي ماسوتشي (الذي غير اسمه إلى ماسي) وروميو سيريج في الجادة الخامسة بالقرب من جراندفيو هايتس في عام 1949 أو 1950. عمل ماسي في شيكاغو لفترة وجيزة قبل أن ينتقل إلى كولومبوس، وربما تأثر بنمط القشرة الرقيقة للبيتزا التي قدمت مؤخرًا في الحانات. بدأت شركة Massey أيضًا في استخدام البيبروني كإضافة للبيتزا في Romeo's في أوائل الخمسينيات من القرن العشرين، مما أعطى مدينة كولومبوس، إلى جانب مدينة نيو هافن بولاية كونيتيكت، الحق في المطالبة بكونها موطن بيتزا البيبروني. في غضون خمس سنوات، افتتح ما لا يقل عن 50 مطعم بيتزا في مختلف أنحاء كولومبوس والمناطق المحيطة بها، وقد اكتسبت البيتزا التي يقدمونها أسلوبًا مميزًا. تشمل الأمثلة المتبقية من الخمسينيات وأوائل الستينيات ما يلي:
- شركة Massey's، التي أسسها جيمي ماسي في وايتهول عام 1951
- تومي، أسسه تومي إياكانو بالقرب من مطار بورت كولومبوس في عام 1952 (الموقع الحالي في أوبير أرلينغتون )
- Gatto's، أسسها جيمي وجو جاتو في كلينتونفيل في عام 1952
- روبينو، أسسها روبن كوهين في بيكسلي في عام 1954
- لويجي، أسسه لويجي توميو في هيليارد في عام 1955
- تأسست شركة Plank's على يد والتر بلانك في قرية جيرمان في عام 1939
- أنج، أسسها ويليام سترينو أنجليتي في وايتهول عام 1952
- جوزي، أسسها كيلي وجوزفين كاتالفينا في فرانكلينتون عام 1959
- تيريتا، أسسها جوس إيانارينو في ليندن عام 1959
- شركة إيميليو، التي أسسها مايك وبيني ديساباتو في هيلتوب في عام 1960
- مطعم Pizza House، الذي أسسه بوب تيبيري وريتشي دورن على الحافة الشمالية لمدينة كلينتونفيل في عام 1961
- فيكس، أسسها هوليس ولويز فيكرز في رينولدزبورغ في عام 1961
- دوناتوس ، أسسها دون بوتس في جنوب كولومبوس واشتراها جيم جروت في عام 1963
- قصر بيتزا زاماريلي، أسسه آندي زاماريلي في جروف سيتي عام 1963
- شركة بانزيرا، التي أسسها نيك وفيليب بانزيرا على الحافة الشمالية لجراندفيو هايتس في عام 1964[5]

يعود تطور هذا الأسلوب واتساقه إلى حد كبير إلى عمل الموزع المحلي ريتشي دي باولو، الذي لم تقدم شركته دي باولو لتوزيع المواد الغذائية (المعروفة الآن باسم RDP Foodservice) الإمدادات إلى معظم مطاعم البيتزا المحلية فحسب، بل قدمت أيضًا الدعم والمشورة والابتكارات مثل الأشكال المحسنة من البيبروني والفلفل المخلل المقطع مسبقًا من مخللات فلاسيتش (طور بناءً على طلبه) وصناديق البيتزا المحسنة. يمكن أيضًا أن يُعزى الفضل في شهرة البيبروني في بيتزا كولومبوس، وخاصة البيبروني المغلف طبيعيًا، والذي يصبح مقرمشًا عند الأطراف، إلى شركة شركة إيزو للسجق، التي تنتج البيبروني في كولومبوس. يُعتبر هذا الببروني من أعلى أنواع الببروني جودةً بين أصحاب مطاعم البيتزا في نيويورك وأماكن أخرى.
كانت مدينة كولومبوس تضم أكبر عدد من مطاعم البيتزا للفرد الواحد لعقود من الزمن، واختيرت كعاصمة البيتزا في الولايات المتحدة الأمريكية من قبل مجلة Pizza Today في عام 1994. اعتبارًا من 2022 إنها تحتل المرتبة الثالثة بين المدن الأمريكية من حيث عدد مطاعم البيتزا للفرد الواحد، بعد ديترويت وكليفلاند. للاحتفال بهذا النمط الفريد من البيتزا، أطلقت منظمة تجربة كولومبوس المحلية غير الربحية كولومبوس ستايل بيتزا تريل في عام 2022، والذي يتضمن بعض مطاعم البيتزا المذكورة أعلاه، بالإضافة إلى العديد من المطاعم الأحدث في كولومبوس وضواحيها.

## الصفات
في حين أن هناك اختلافات بين مطاعم البيتزا في كولومبوس، إلا أن هناك العديد من الخصائص المشتركة التي تميز البيتزا على طراز كولومبوس عن الأنماط الأخرى، والتي تحظى بشعبية كبيرة أيضًا في المنطقة.

### عناصر
قشرة البيتزا على طراز كولومبوس رقيقة، لكنها تحتوي على الخميرة، على عكس بعض الأساليب المماثلة مثل بيتزا على طراز سانت لويس. تختلف وصفات القشرة وطرق التحضير بين مطاعم البيتزا، لذا يتراوح نسيج القشرة من الفقاعية قليلاً إلى المقرمشة إلى الكثيفة والمقرمشة. لا توجد عادة حلقة مرتفعة من القشرة العارية حول الحافة، حيث توضع الصلصة والإضافات بالقرب من الحافة قدر الإمكان. وتضاف الصلصة على القشرة قبل الإضافات الأخرى، وتميل الصلصة إلى أن تكون حلوة المذاق مقارنة بأنماط البيتزا الأخرى. يعتبر الزعتر والثوم عنصرين بارزين في صلصة البيتزا، وتشكل نكهات الصلصة المختلفة عاملاً رئيسياً يميز كل مطعم بيتزا في كولومبوس عن الآخر.
يميل الجبن الموضع على الصلصة إلى أن يكون بروفولون، بروفولون مدخن أو مزيج من الموزاريلا والبروفولون، وإذا لم يستخدم أي إضافات إضافية، فإنه يغطي البيتزا بالكامل. إذا تم استخدام إضافات أخرى، فيجب استخدامها بسخاء، مع تغطية السطح بالكامل بالبيبروني، على سبيل المثال. تقوم العديد من مطاعم البيتزا في كولومبوس بطحن النقانق الخاصة بها وفقًا للوصفات العائلية القديمة.

### التحضير والتعبئة والتغليف
تحضر البيتزا عادة في قوالب دائرية ضحلة. ولهذا السبب، تستخدم بعض مطاعم البيتزا، مثل Massey's، دقيق الذرة أسفل القشرة لمنع الالتصاق بالمقلاة. تستخدم معظم مطاعم البيتزا التقليدية في كولومبوس فرنًا كهربائيًا أو يعمل بالغاز، والذي يتطلب مهارة ومراقبة دقيقة ووقت خبز أطول من فرن الناقل ولكنه يسمح بسعة أعلى ومزيد من التحكم في نضج الخبز.
تقطع البيتزا دائمًا إلى قطع مستطيلة. ويمكن أن تكون هذه أي شيء من مربعات صغيرة بحجم اللقمة إلى مستطيلات طويلة ورقيقة. يعتبر نمط القطع المستطيل الطويل أكثر شعبية في العقود القليلة الأولى، ولكن المربعات الأصغر أصبحت أكثر شعبية فيما بعد. كانت البيتزا توضع في الأصل في أكياس ورقية مغطاة لتناولها خارج المنزل، وهو ما لا يزال قائماً في روبينو، ولكن مع إدخال علب البيتزا وتحسينها، حلت محل الأكياس الورقية بسبب إمكانية تكديسها والاحتفاظ بالحرارة.